# Лютцельбург, Филипп фон
Филипп Ксавер фон Лютцельбург (нем. Philipp Xaver von Lützelburg, 1880—1948) — немецкий ботаник и генетик, руководящий сотрудник Аненербе, оберштурмбаннфюрер СС.

## Биография
Происходил из старинного баронского рода. Сын обер-лейтенанта 7-го егерского батальона баварской армии Эрнста фон Лютцельбурга и его жены Анны Штайгерберг.
Посещал гимназию в Аугсбурге. Прошёл срочную военную службу в качестве сапёра в пехотном полку. Учился на аптекаря. В 1906 г. сдал в Мюнхене государственный экзамен на должность аптекаря. В 1907—1909 гг. ассистент Института физиологии растений Мюнхенского университета. В 1909 г. защитил там же кандидатскую диссертацию.

## Деятельность в Бразилии
В 1910 г. переехал в Бразилию, где занимался научными исследованиями и участвовал в разнообразных экспедициях (например, в 1912—1913 гг. в штаты Мараньян и Гояс). В 1912—1914 гг. занял должность заведующего кафедрой ботаники Сельскохозяйственной школы штата Баия. С началом Первой мировой войны попытался вернуться на родину (наняться кочегаром на норвежский пароход), но германский консул отговорил его уезжать. Вскоре Лютцельбург был уволен с государственной службы, работал учителем, технологом на фабрике по производству анилина. В 1916 г. участвовал в экспедиции по разведке каменного угля в штате Парана.
В 1919 г. принят обратно на государственную службу. В 1922 г. выступил с серией докладов в Мюнхенском географическом обществе. Вернувшись в Бразилию, по указанию германского посла участвовал в консолидации местных немецких учёных. В 1927—1930 гг. принял участие в ряде экспедиции в область Амазонки. После этого следует экспедиция в район Рорайма-Риу-Негру. C 1931 года — секретарь Германо-бразильского объединения по культурному обмену.

## Карьера при нацистах
Двоюродный брат жены Генриха Гиммлера, Маргариты фон Боден, обратил внимание рейхсфюрера на деятельность Лютцельбурга, и в 1938 году последний был вызван Гиммлером в Германию, где 1 июня 1938 года вступил в НСДАП (№ 6.078.766), а 15 марта 1940 г. — в СС (№ 351.374), был привлечён к работе в Аненербе.
В 1941 г. отправлен во Францию вместе с зондеркомандой Герберта Янкуна. В 1942 г. подготовил материал о медицине южноамериканских индейцев. Тогда же выступил с проектом ботанической экспедиции в Парагвай. В 1943 г. назначен в группу «Пресса и военная экономика» войск СС.
Возглавлял исследовательский отдел ботаники, занимался выращиванием растений для производства лекарств от рака. Работал в том числе в концентрационном лагере Дахау. Среди его сотрудников — Эдуард Май, Хайнц Брюхер, Эрнст Пфоль.

## Награды
- Золотая медаль Академии наук Баварии (1930)
- Кольцо «Мёртвая голова» (1944)